# Laki-Krater

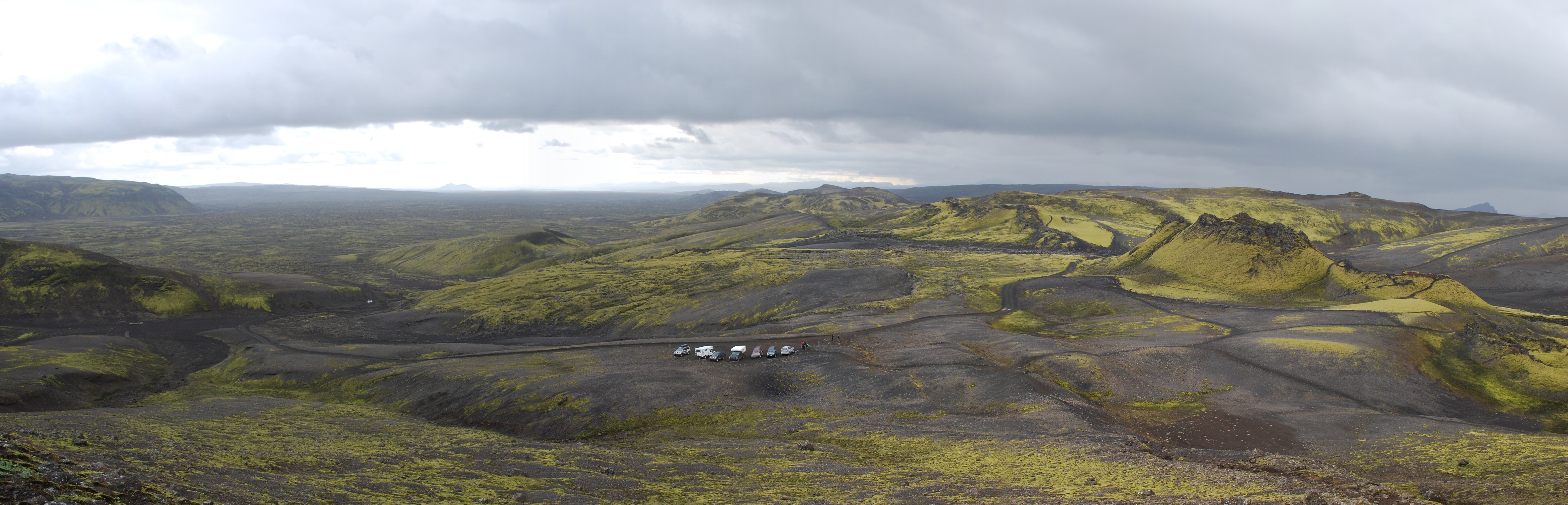
Panoramabild der Laki-Krater

Die Laki-Krater (isländisch Lakagígar) liegen im Süden Islands in der Nähe der Ausbruchsspalte Eldgjá. Die Kraterreihe wird dem Vulkansystem der Grímsvötn zugerechnet. Dies wird unter anderem damit begründet, dass die Grímsvötn 1783 gleichzeitig mit den Laki-Kratern ausbrachen (von August 1783 mit Unterbrechungen bis ins Jahr 1785).

## Geographie
Zwischen den Gletschergebieten des Mýrdalsjökull und des Vatnajökull verläuft auf 50 km Länge das sogenannte „Streifenland“ mit zahlreichen von Südwesten nach Nordosten ausgerichteten Spalten. Die Gegend, zu der auch die Eldgjá gehört, ist bekannt für einige der gewaltigsten Vulkanausbrüche Islands. Deshalb hießen diese Bezirke im Volksmund auch eldhéröð (dt. „Feuerbezirke“).
Bei der Kraterreihe selbst handelt es sich um ca. 130 bis 140 Schlackenkegel und Schweißschlackenkegel sowie zwei Tuffkegel, die sich über etwa 25 km in Südwest-Nordost-Richtung erstrecken und deren Ausrichtung in etwa parallel zum Grabenbruch der östlichen Vulkanzone Islands verläuft. Die Kraterreihe entstand während einer Ausbruchsserie im 18. Jahrhundert, die von 1783 bis 1784 andauerte. Weitere Ausbrüche aus der Kraterreihe hat es bisher nicht gegeben.

## Der Ausbruch von 1783 bis 1784

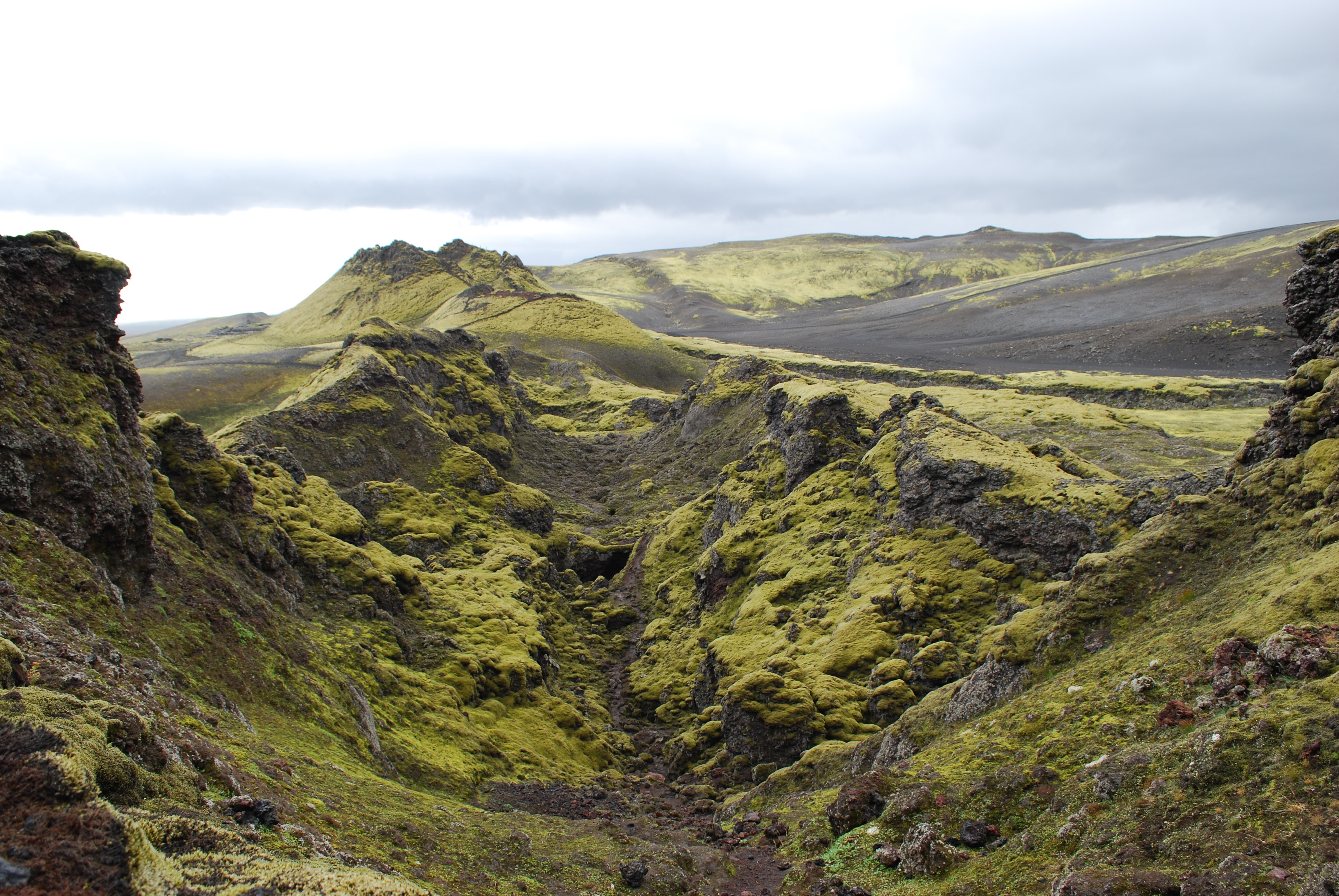
Ausbruchsspalte des Laki

Móðuharðindin (isländisch etwa für „Nebelnot“) war eine Naturkatastrophe, die sich in den Jahren 1783 und 1784 in Island ereignete. Ursache war der Ausbruch der Laki-Krater, der sogar Auswirkungen auf das weltweite Klima hatte. Isl. móða bedeutet auf Deutsch „Feuchtigkeit, Dunst, Beschlag“.
Der Ausbruch der Vulkanspalte der Laki-Krater, dem mehrere Erdbeben vorausgegangen waren, begann am 8. Juni 1783 und dauerte bis zum 7. Februar 1784. Er gilt als eine der größten in historischer Zeit dokumentierten Vulkaneruptionen. Die Eruption verwüstete einen erheblichen Teil des südlichen Island und hatte Auswirkungen in erster Linie auf Island, aber auch auf das gesamte globale Klima. Wegen des dadurch hervorgerufenen vulkanischen Winters kam es weltweit zu Missernten und Massensterben.

### Auswirkungen in Island

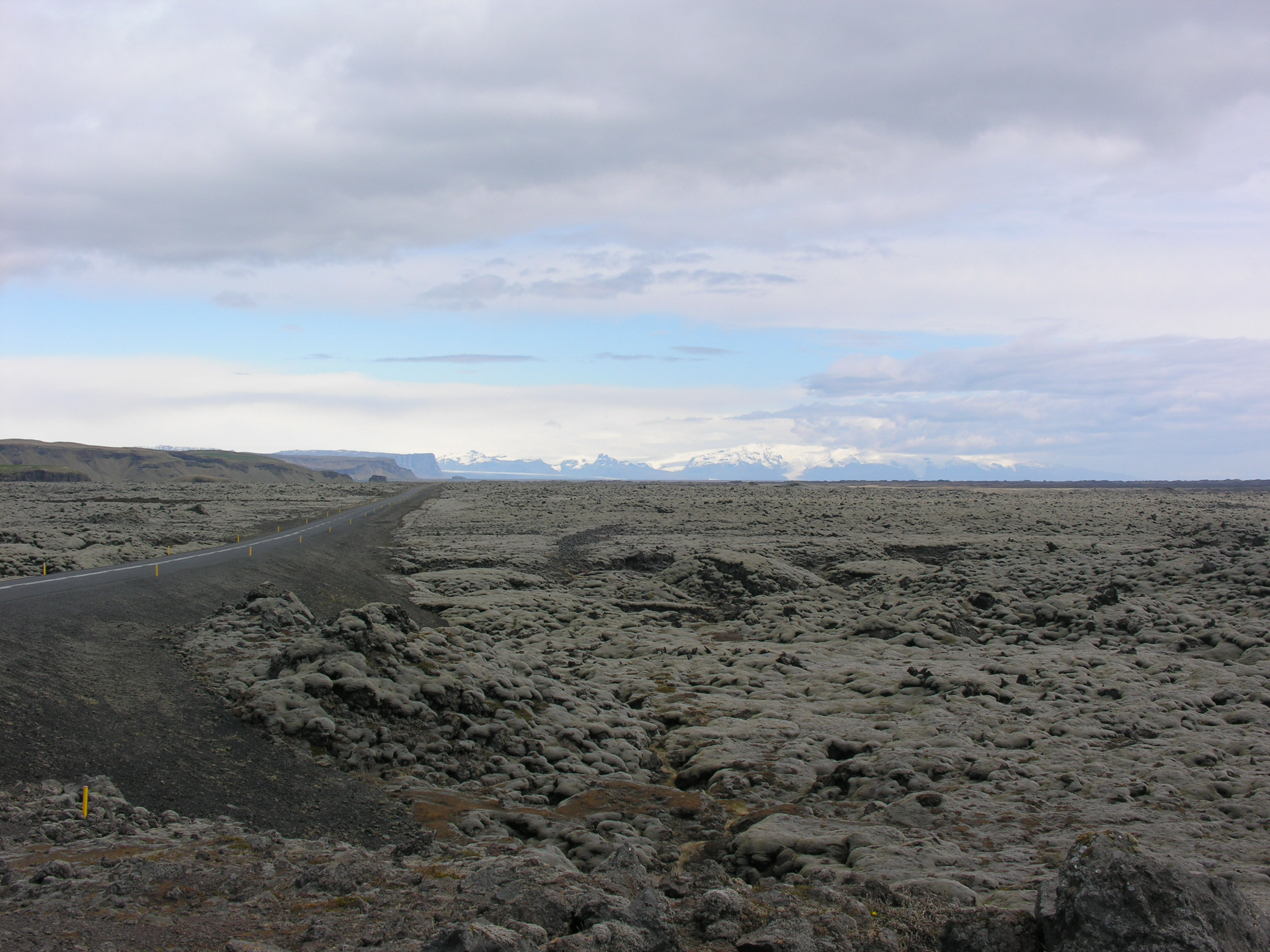
Lavafelder Eldhraun, östlich des Laki

#### Effusive Eruptionsphasen

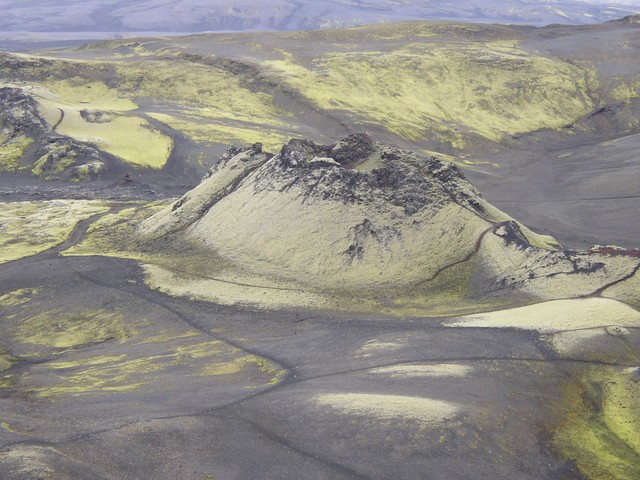
Einer der Laki-Krater

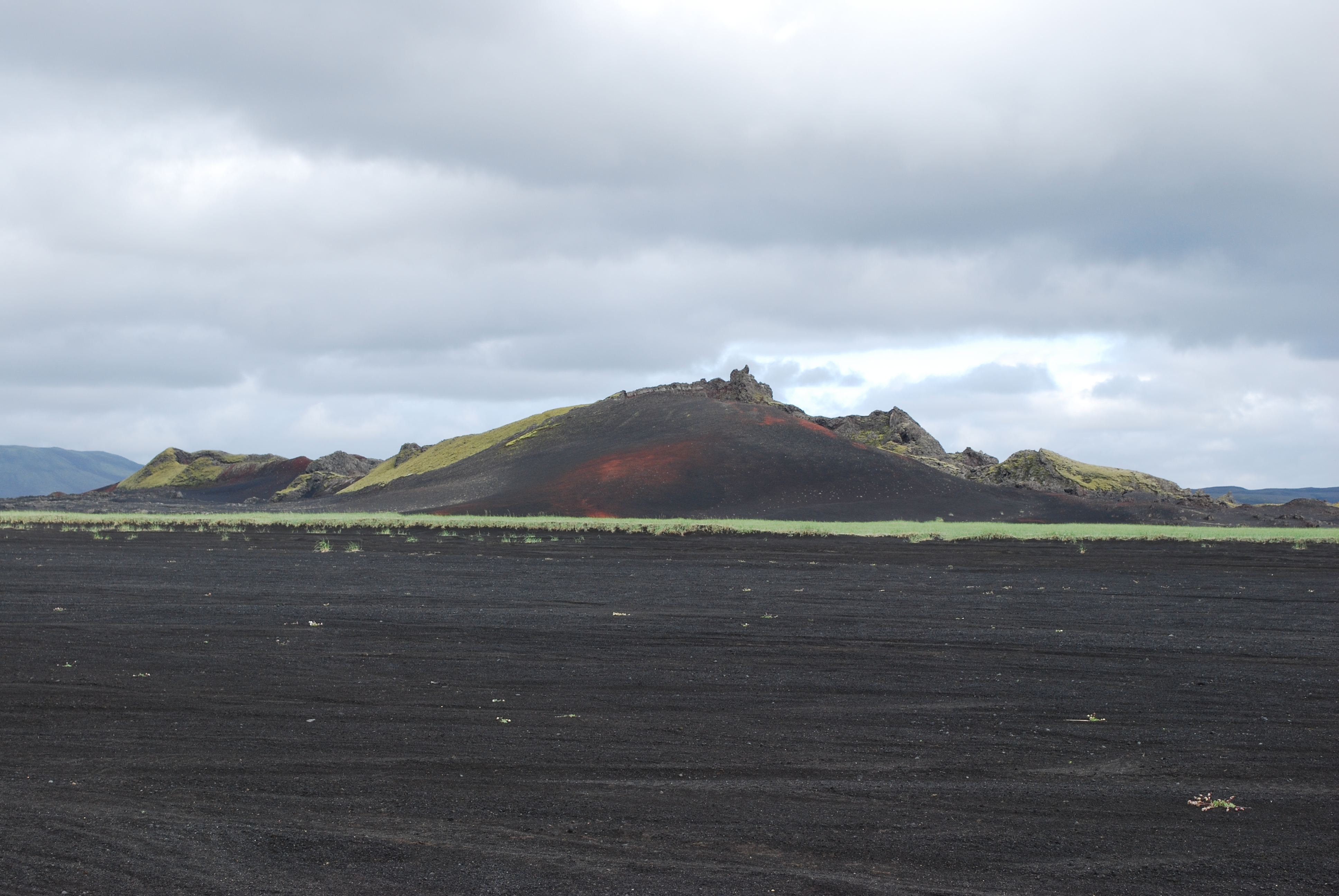
Vulkanische Landschaft bei den Lakagígar

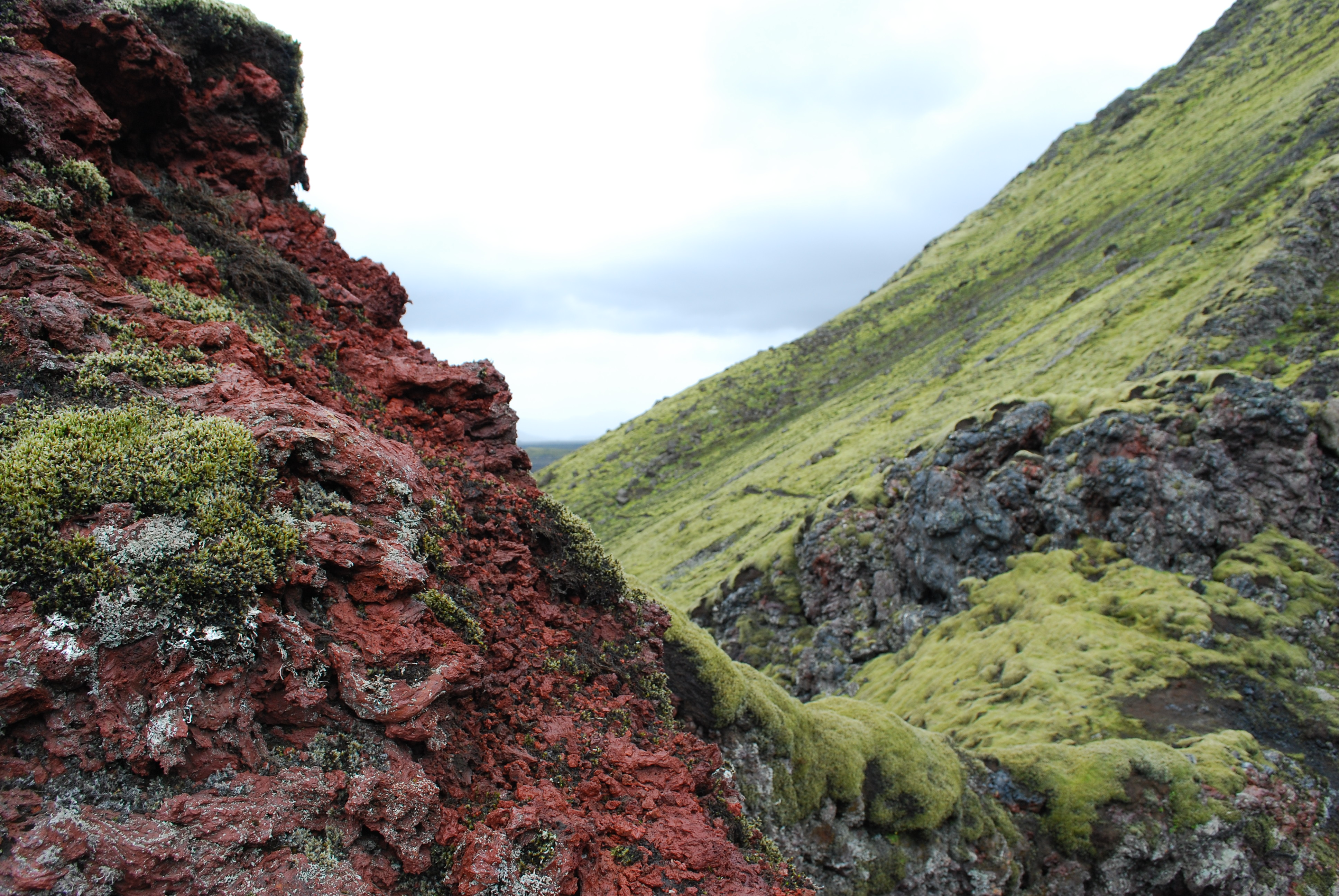
Detail des Laki

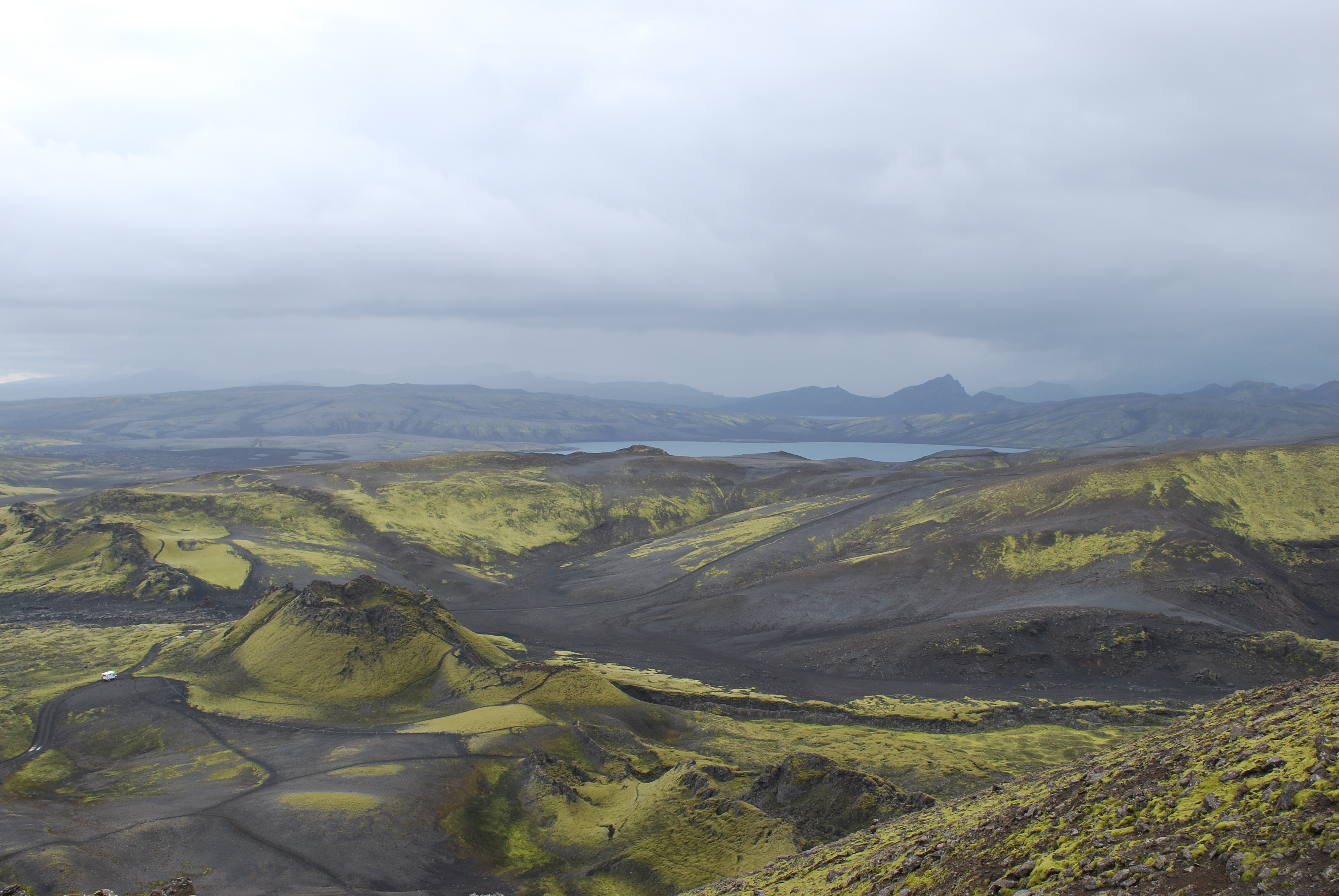
Die Lakikrater, im Hintergrund der See Lambavatn

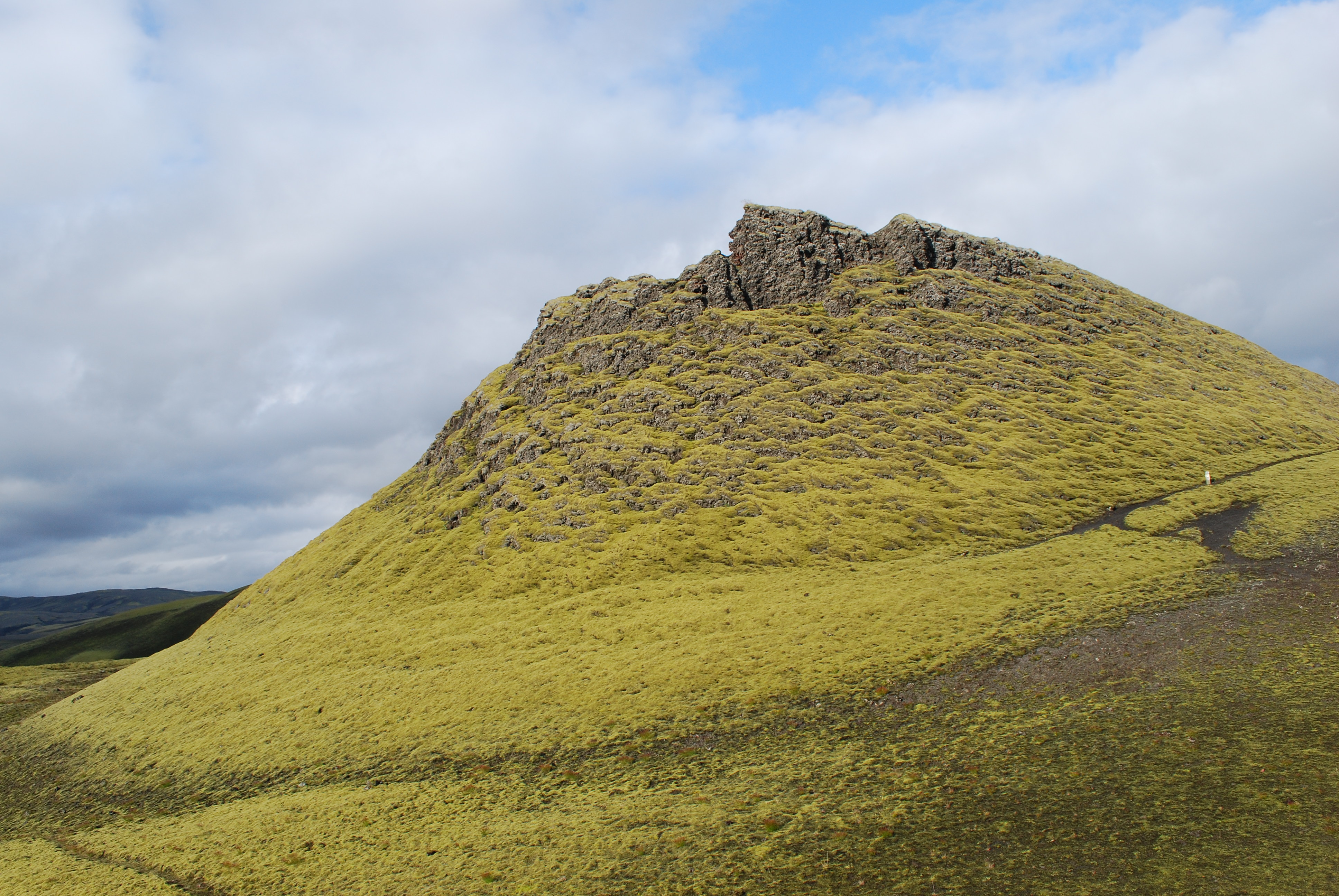
Weiterer Lakikrater

Beim Ausbruch von 1783/84 wurde aus insgesamt etwa 130 Kratern ein Gesamtvolumen von ungefähr 14,7 km³ basaltischer Lava ausgestoßen, die eine Fläche von 600 km² bedeckte. Dies ist die zweitgrößte in historischer Zeit in Island ausgestoßene Lavamenge nach der Ausbruchsserie der „Feuerschlucht“ Eldgjá in den Jahren 934–940 n. Chr. Außerdem wurden bei explosiven Eruptionen zusätzlich 0,9 km³ Tephra ausgestoßen, was die Eruption bei VEI 4+ einstuft.

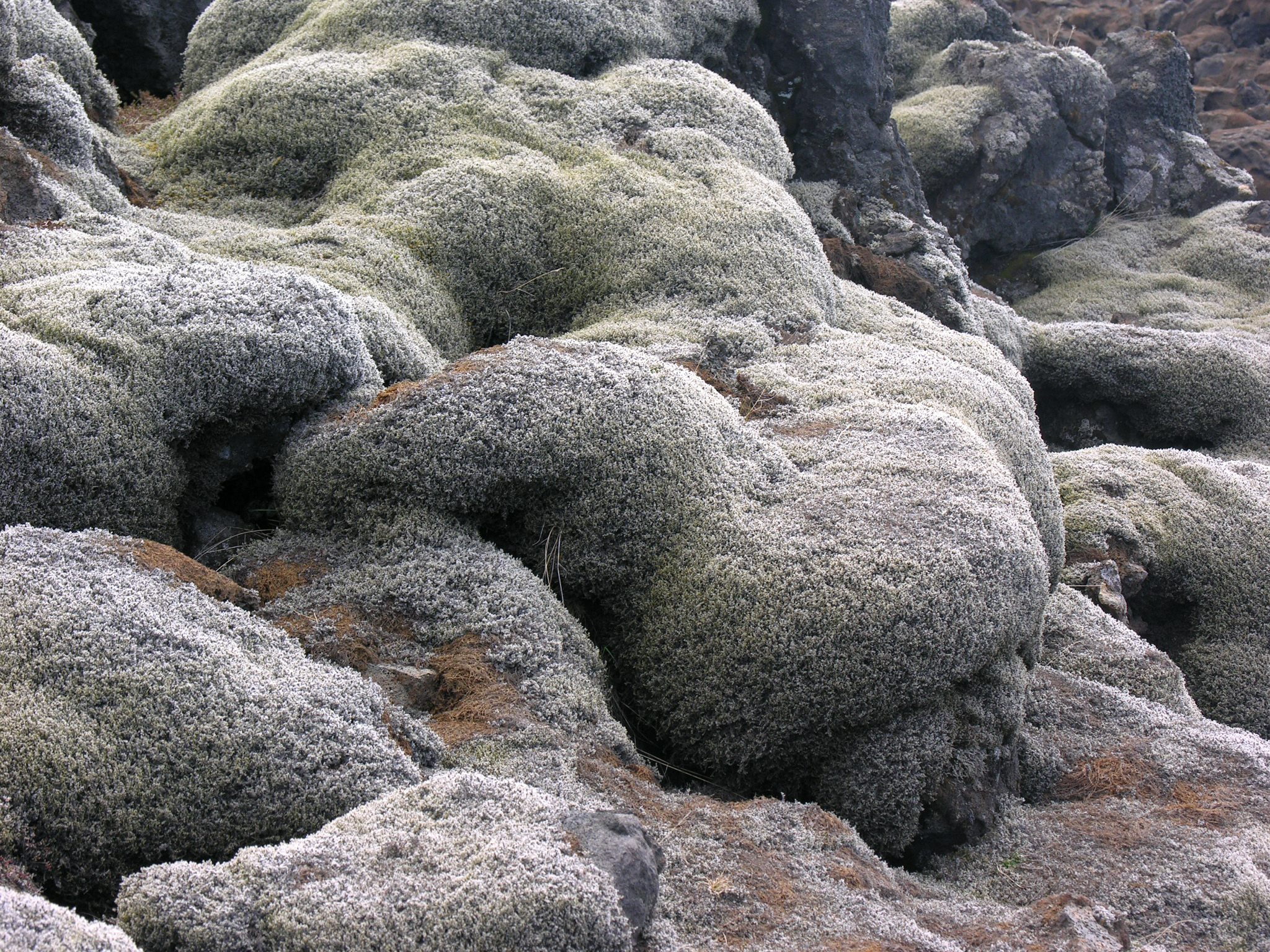
Nahaufnahme eines Eldhraun

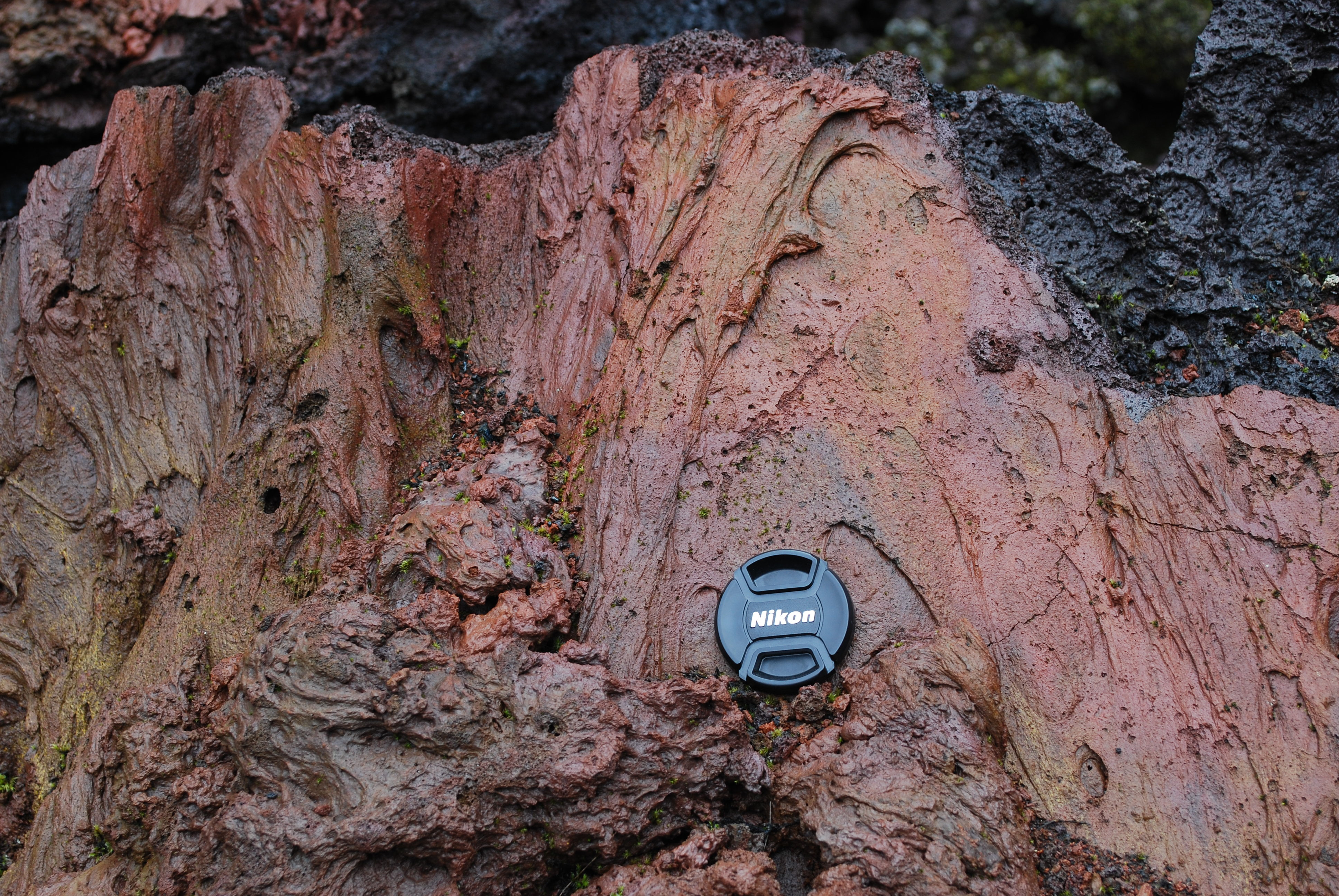
Laven der Laki-Krater

Die effusive Phase begann gleich am ersten Ausbruchstag, am Pfingstsonntag, dem 8. Juni 1783, mit etwa 1000 m hohen Lavafontänen. Der Fluss Skaftá, durch den normalerweise bis zu 100 m³/s an Wasser strömen, trocknete am 11. Juni durch Verdunstung völlig aus. Am Tag darauf strömte Lava unter großem Lärm das Flussbecken in einer Menge hinunter, die dem normalen Wasserfließvolumen des Flusses entsprach. Dieser Lavastrom riss während der nächsten 45 Tage nicht ab. Als er schließlich zum Stehen kam, hatte er die 100 m tiefe Schlucht des Flusses auf einer Länge von 27 km vollständig aufgefüllt und dabei 17 Bauernhöfe sowie deren Ländereien bedeckt. Ein weiterer sehr umfangreicher Lavastrom entsprang Anfang August und folgte dem Tal des Flusses Hverfisfljót. Die beiden Lavaströme werden Ytra-Eldhraun und Eystra-Eldhraun genannt.

#### Die Feuerpredigten
Berühmtheit erlangte der Pfarrer Jón Steingrímsson aus Kirkjubæjarklaustur wegen seiner so genannten „Feuerpredigten“. Während die Gemeinde in der Kirche versammelt war, stoppte der Lavastrom kurz vor der Kirche. Der Pfarrer gab die gegen den Lavastrom gerichteten „Feuerpredigten“ (eldmessa) 1788 zusammen mit detaillierten Berichten über die Katastrophe unter dem Titel Eldrit heraus. Sie dienen der Wissenschaft, auch der Vulkanologie, als wichtige Quelle. Eine Kapelle in Kirkjubæjarklaustur erinnert an Jón Steingrímsson.

#### Gas- und Aschewolken
Durch die ausgestoßenen Aschewolken kam es zur Verdunkelung der Atmosphäre und zu einem deutlichen Temperatursturz in Island und weiten Teilen der Welt. Die Sommer der Jahre 1783 bis 1785 waren ungewöhnlich kurz. Das Land lag unter dem aerosolischen Schleier einer mit giftigen vulkanischen Gasen (insbesondere Schwefeldioxid) und fluoridhaltigen Partikeln angereicherten Dunstwolke. Daraus entstand der isländische Begriff „Nebelnot“.
Die ungeheure Menge von 120 Millionen Tonnen ausgestoßenen Schwefeldioxids reagierte mit den Wassertröpfchen der Wolken zu Schwefliger Säure und Schwefelsäure.

#### Weitere giftige Gase
Als die Eruptionen im Februar 1784 aufhörten, hatten die Laki-Krater 8 Millionen Tonnen Fluor bzw. Fluorwasserstoff ausgestoßen; diese hochgiftigen Gase reagieren mit Feuchtigkeit zu Flusssäure. Die Gesamtmenge der Flusssäure, des Schwefelwasserstoffes und des Ammoniaks betrug 15,1 Millionen Tonnen. Hinzu kamen 6,8 Millionen Tonnen Chlorwasserstoff bzw. Salzsäure.
In der Folge kam es zu einem Absterben der Vegetation in bestimmten Teilen Islands und über mehrere Jahre zu schweren Missernten. Ein großer Teil des isländischen Viehbestandes an Schafen (80 %), Kühen und Pferden (50 %) ging an Fluorose zugrunde, verhungerte oder musste notgeschlachtet werden. Eine Hungerkatastrophe war die Folge, die Zähne der Menschen fielen aus. Etwa ein Viertel der isländischen Bevölkerung von damals ungefähr 50.000 starb bis Anfang 1785 an den Folgen der Naturkatastrophe. Die Hungersnot wurde durch unzureichendes Katastrophenmanagement verstärkt, so lieferte Dänemark 1784 zwar Getreide als Hungerhilfe nach Island, eine noch größere Menge Fisch wurde aber im gleichen Jahr aus Island exportiert.

### Globale Auswirkungen

#### 1783
In Westeuropa wirkte sich der Ausbruch ebenfalls aus. Die 120 Millionen Tonnen Schwefeldioxid, die in die Atmosphäre geschleudert worden waren, hatten in Verbindung mit Wasserpartikeln die doppelte Menge an giftigen Aerosolen produziert, die nun mit dem Jetstream nach Osten wanderten und sich kreisförmig über Nordeuropa und besonders über Frankreich und die britischen Inseln bewegten. Der schwefelhaltige Nebel wurde als Höhenrauch oder „trockener Nebel“ gedeutet und lag am 10. Juni über Bergen, am 16. Juni über Prag, am 17. Juni über Berlin, am 18. Juni über Paris, am 20. Juni über Le Havre und am 22. Juni über Großbritannien. Der niederländische Naturwissenschaftler Jean Henri van Swinden berichtete, dass ab dem 24. Juni ein schwefelartiger Geruch wahrzunehmen war, der durch jede Ritze drang. Am folgenden Morgen ließen viele Pflanzen ihre Blätter herabhängen. Die Schwefelsäure belastete die Lungen und führte bei Landarbeitern zu einer höheren Sterberate (Region Chartres und Großbritannien).
„Schiffe, die aus Nordamerika nach Europa fuhren, kollidierten beinahe mit anderen, weil der Nebel über dem Atlantik die Sicht deutlich einschränkte. Malta wurde am 20. Juni von einem so dichten Nebel bedeckt, dass die Sonne nicht mehr zu sehen war.“ In England und Finnland gab es Ascheregen. Aus ganz Europa existieren zahlreiche Berichte, die eine ungewöhnlich neblige Witterung erwähnen.
Der Sommer 1783 war in Westeuropa außergewöhnlich heiß, wenn auch wahrscheinlich nicht ganz so heiß wie der Hitzesommer 2003. Die Mortalität in England schnellte in die Höhe und lag im August und September 40 % über dem erwarteten Wert der beiden Monate, die Übersterblichkeit lag bei 11.300 Todesfällen. Die genauen Ursachen der erhöhten Mortalität, nach Abklingen der größten Hitze des Juni und Juli, sind noch ungeklärt, möglicherweise konnten sich bei der Witterung Krankheitsüberträger und mit ihnen Seuchen rascher in der geschwächten Bevölkerung ausbreiten. Ab September 1783 kam es zu schweren Regenfällen und Unwettern.

#### 1784
Darauf folgte ein sehr kalter Winter 1783/84. In Großbritannien starben ca. 8000 Personen mehr als in einem normalen Winter. Im Osten der Vereinigten Staaten von Amerika lagen die durchschnittlichen Wintertemperaturen um 4,8 Grad Celsius unter dem 225-jährigen Mittel. Die gesamte nördliche Hemisphäre kühlte sich im Durchschnitt um 1,5 Grad Celsius ab. Der Naturforscher Benjamin Franklin sprach 1784 davon, dass sich „ein konstanter Nebel über ganz Europa und große Teile Nordamerikas gelegt habe“. Im Frühjahr 1784 kam es zu heftigen Überschwemmungen durch Schmelzwasser. Beispielsweise übertraf das Februar-Hochwasser am Unterlauf der Mosel, einer 2012 veröffentlichten Untersuchung zufolge, alle seit dem Mittelalter beobachteten Moselhochwasser. Die Laki-Eruptionen gehören somit zu den folgenschwersten der letzten 2000 Jahre.

### Zeitgenössische Darstellung und wissenschaftliche Diskussionen
Die Ausbrüche sind insgesamt ungewöhnlich gut belegt. Besonders aufschlussreich sind die Berichte des oben erwähnten Pfarrers Jón Steingrímsson, Eldrit. A complete description of the Síða Fires (1788).
Über die Herkunft des Phänomens entwickelte sich eine breite Debatte. Viele Wissenschaftler brachten es mit den Erdbeben in Süditalien in Zusammenhang, welche durch Gärungen oder auch durch elektrisches Feuer im Erdinneren ausgelöst worden seien. Damit steht das Ereignis in Zusammenhang mit der damals aktuellen Debatte bezüglich der Herkunft der Gesteine unter Wissenschaftlern und interessierten Laien der Aufklärungszeit, die sich in verschiedene Richtungen spalteten, je nachdem ob sie zu den Neptunisten gehörten – wie Goethe – oder den Plutonisten, auch Vulkanisten genannt.

### Photos
- Panoramaphoto: Laki

### Folgen der Laki-Ausbrüche
- Klimatische Folgen und Hochwasser 1784
- Zu den Folgen der Laki-Ausbrüche im Ausland
- C. William, e.a.: Mortality in England during the 1783–4 Laki Craters eruption, Bulletin of Volcanology, Vol. 67, Dec.2004, p.15-26 (12) (Abstract, englisch)

### Wissenschaftliche Artikel
- Laki-Krater im Global Volcanism Program der Smithsonian Institution (englisch)

### Andere
- Laki
- Zu den Laki-Ausbrüchen (englisch)